# Жетва (слика Бројгела)
Жетва је уље на дрвету сликара Питера Бројгела Старијег, насликано 1565. године. Слика приказује пејзаж у период жетве, у јулу и августу или у позно љето. Николас Џонгелинк, трговац, банкар и колекционар умјетности из Антверпена, наручио је слику као дио циклуса од шест слика које приказују различите сезонске промјене током године.

## Сликарство
Слика је једна из низа од шест (или можда и дванаест) дјела, од којих је пет сачувано, који приказују различита доба године. Као и на многим Бројгеловим сликама, фокус је на сељацима и њиховом раду и нема религиозних тема уобичајених у пејзажним дјелима тог времена.
Примјетно је да су неки сељаци приказани како једу, док други раде на жетви пшенице, што је приказ производње и потрошње хране. Крушке се виде на бијелом платну испред жене која седи док једе хлеб и сир, док фигура на дрвету крајње десно бере крушке. Слика приказује велики број активности које представљају белгијски сеоски живот из 16. вијека. На примјер, особа насликана крајње десно тресе јабуке са дрвета. У средини лијево на слици, група сељана се може видјети како учествују у крвавом спорту бацања петла.
Слика се налази у Музеју уметности Метрополитен у Њујорку од 1919. Музеј ову слику назива „прекретницом у историји западне умјетности“ и „првим модерним пејзажом“. Осећај удаљености преносе радници који носе снопове пшенице, људи који се купају, дјеца која се играју и бродови који су далеко.

## Насљеђе
Редитељ Хајао Мијазаки, био је инспирисан овом сликом приликом рада на свом кракткометражном филму Mr. Dough and the Egg Princess.